# ناروکو (ابزار صدا)

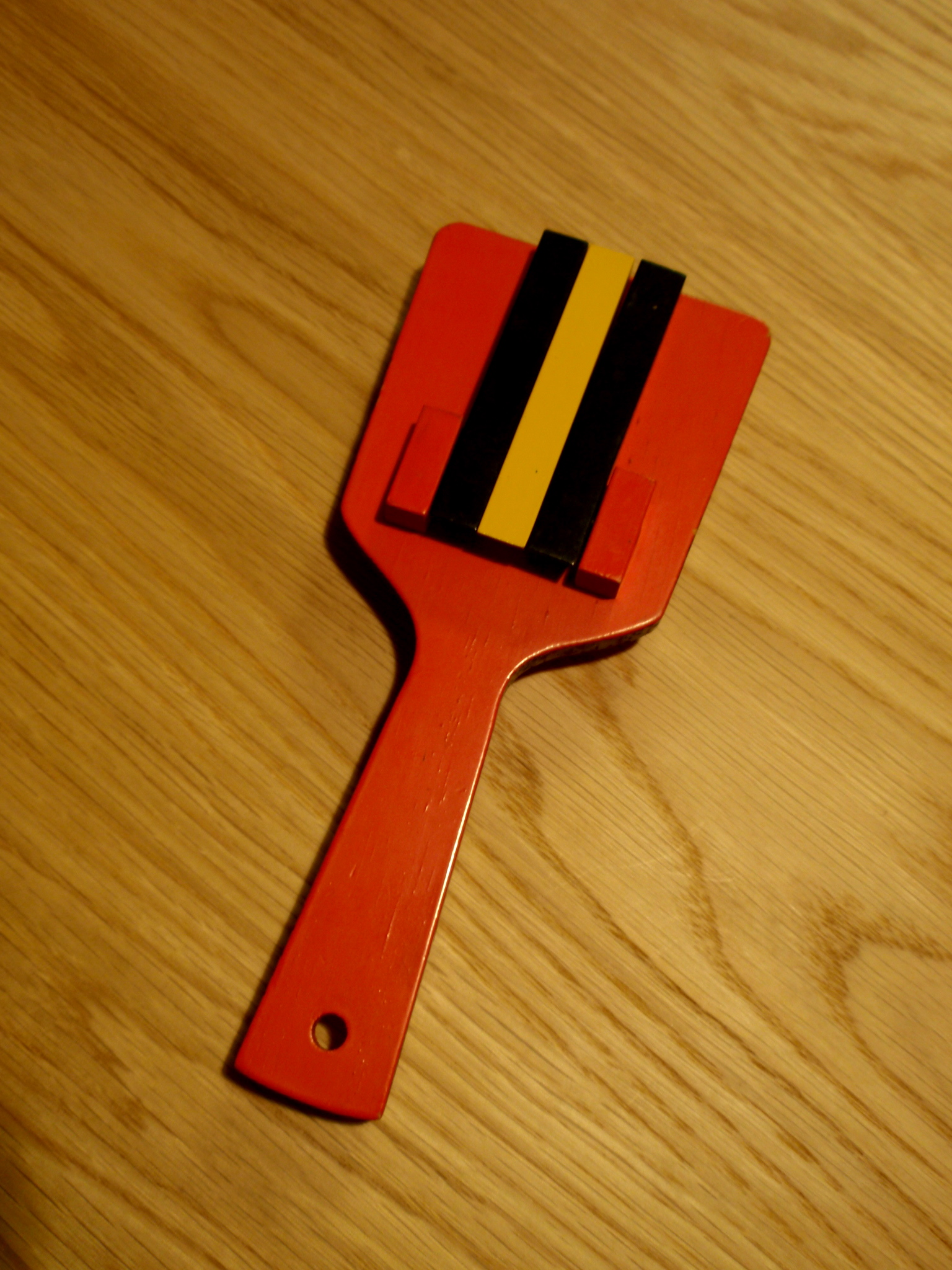
ناروکو

ناروکو (به ژاپنی: 鳴子) یک ابزار تولید صدا در ژاپن است که دارای دو کفه است که از تخته ای چوبی با پوشش بامبو درست شده‌است. در اصل این ابزار در کشاورزی و برای فرار پرندگان استفاده می‌شده‌است.